# Huntia
Huntia is een spinnengeslacht in de taxonomische indeling van de Zoropsidae. Het geslacht werd in 2001 beschreven door Gray & Thompson.

## Onderliggende soorten
- Huntia deepensis Gray & Thompson, 2001
- Huntia murrindal Gray & Thompson, 2001